# HD 191984
Désignations
HD 191984 est une étoile double de la constellation de l'Aigle. En 2011, les composants ont une séparation angulaire de 2,52" le long d'un angle de position de 205,7°.